# Саво Јовићевић
Сердар Саво Јовићевић (Цеклин, 1827 - Цетиње, 20. септембар 1897) био је војсковођа и учесник у ратовима за ослобођење од турске власти.
Младост је провео у родном месту, у кући свога деде Ивана и оца Луке. Његов стриц Митар био је ожењен сестром кнеза Данила, те је његову кућу кнез радо и често посећивао. Саво је био висок, хитар и одважан, како су га савременици описали, допао се кнезу, па га је поставио за перјаника.
Недуго потом, када је на Црну Гору нападао Омер-паша 1852. године, Саво се добро показао у војевању, па га је на Планиници кнез поставио за алајбарјактара целе војске. Кнез Сава је често слао по многим местима да суди у његово име, тако га је послао и у Куче, који су почели да се одмећу од кнеза 1854. године. Кучи су се коначно присјединили остатку Црне Горе, а кнез је именовао Сава за сердара од Куча.
Овим чином Саво је стекао угледан положај, а да је кнез имао поверења у њега види се и по томе што је Саво извршавао неке од најважнијих државних послова. Када су се Дробњаци жалили кнезу на то што тешко живе под Турцима, кнез је опет Сава слао у мисију. Он је успео да са Дробњацима подигне устанак и да се и они на крају присједине Црној Гори.
Саво је носио од 1865. године и титлу капетана Цеклинског, па је тако у свом племену вршио највећу грађанску и војничку дужност. Када је кнез Никола увео и институцију окружних судова, на Ријеци је именовао Сава за председника тог суда и начелника ријечке нахије. Нешто касније постао је и сенатор и ту функцију вршио све до пензионисања 1879. године.
За време Невесињске пушке управљао је једним делом војске приликом битке на Рогамима 1876. године, а при заузећу Скадарске Крајине био је главни командант црногорске војске, па је постао и сердаром од Крајине. Од тада  носи титулу сердар Цеклина, Куча и Крајине.
Умро је на Цетињу 1897. године у седамдесетој години живота. Кнез Данило га је од милоште звао Панџо, а кнез Никола - Ограшеновић.